# Monasterio de Santo Spirito
La abadía de Espíritu Santo de Ocre es un monasterio situado en la localidad de Ocre (Provincia de L'Aquila, Italia).

## Historia
Fue fundado en 1248 de la abadía madre de Casanova en Abruzos, de la línea de la Abadía de Claraval.
La abadía fue construida sobre un antiguo monasterio fortificado construido en el año 1226 y fue habitado por los cistercienses hasta el 1692.